# Прудянське водосховище
 Прудянське водосхо́вище — невелике руслове водосховище на балці — лівій притоці річки Лопань. Розташоване в Дергачівському районі Харківської області.
- Водосховище побудовано в 1984 році по проекту інституту «Харківдіпроводгосп».
- Призначення — зрошення, риборозведення.
- Вид регулювання — сезонне.

## Основні параметри водосховища
- нормальний підпірний рівень — 141,16 м;
- форсований підпірний рівень — 141,81 м;
- рівень мертвого об'єму — 136,80 м;
- повний об'єм — 0,75 млн м³;
- корисний об'єм — 0,725 млн м³;
- площа дзеркала — 31,4 га;
- довжина — 1,2 км;
- середня ширина — 0,133 км;
- максимальні ширина — 0,350 км;
- середня глибина — 2,38 м;
- максимальна глибина — 5,20 м.

## Основні гідрологічні характеристики
- Площа водозбірного басейну — 30,6 км².
- Максимальні витрати води 1 % забезпеченості — 25,3 м³/с.

## Склад гідротехнічних споруд
- Глуха земляна гребля довжиною — 258 м, висотою — 4,24 м, шириною — 8 м. Закладення верхового укосу — 1:10, низового укосу — 1:4.
- Шахтний водоскид із монолітного залізобетону розмірами 9х5 м, висотою — 4,35 м.
- Водовідвідна труба одновічкова квадратного січення 3(2,3х2,6) м.
- Донний водоспуск із сталевої труби діаметром 600 мм, обладнана засувкою.

## Використання водосховища
Водосховище використовується для потреб риборозведення.